# Hemisus marmoratus
Espèce
Synonymes
- Engystoma marmoratum Peters, 1854
- Kakophrynus sudanensis Steindachner, 1863
- Hemisus marmoratus sudanensis
(Steindachner, 1863)
- Hemisus taitanus Peters, 1882
- Hemisus marmoratus ingeri Laurent, 1972
- Hemisus marmoratus loveridgei Laurent, 1972

Statut de conservation UICN

 LC  : Préoccupation mineure
Hemisus marmoratus est une espèce d'amphibiens de la famille des Hemisotidae.

## Répartition
Cette espèce rencontre en Afrique subsaharienne jusqu'à 1 850 m d'altitude dans la savane herbeuse. Elle a été observée au Sénégal, en Gambie, en Guinée-Bissau, au Burkina Faso, au Ghana, au Togo, au Bénin, au Nigeria, au Cameroun, au Tchad, en Centrafrique, dans l'ouest de l'Éthiopie, dans l'Ouest de l'Érythrée, dans le sud de la Somalie, en Kenya, en Tanzanie, au Malawi, au Mozambique, au Swaziland, dans le nord-est de l'Afrique du Sud, au Zimbabwe, en Zambie et en Namibie.
Il existe une population apparemment isolée au sud du lac Tana en Éthiopie.

## Description
Les mâles mesurent de 22 à 34 mm et les femelles de 37 à 49 mm.

## Taxinomie
La sous-espèce Hemisus marmoratus sudanensis pourrait être une espèce distincte.

## Publication originale
- Peters, 1854 : Diagnosen neuer Batrachier, welche zusammen mit der früher (24. Juli und 17. August) gegebenen Übersicht der Schlangen und Eidechsen mitgetheilt werden. Bericht über die zur Bekanntmachung geeigneten Verhandlungen der Königlich preussischen Akademie der Wissenschaften zu Berlin, vol. 1854, p. 614-628 (texte intégral).